# 瓦尔迪尼扎
瓦尔迪尼扎（義大利語：Val di Nizza），是意大利帕维亚省的一个市镇。总面积29.59平方公里，人口681人，人口密度23.0人/平方公里（2009年）。国家统计（ISTAT）代码为018166。